# 쌍구진묵
쌍구진묵(雙鉤塡墨)은 뛰어난 필적 위에 얇은 종이를 얹어 놓고 문자의 윤곽을 사서(寫書)해서 그 속에 먹칠을 한다. 이것은 중국 당시대에 발달한 일종의 복제법(複製法)으로서 이 방법에 의하여 만들어진 것을 쌍구진묵본(雙鉤塡墨本)이라고 한다. 